# Nové Mexiko
Nové Mexiko (anglicky New Mexico  [nuːˈmɛksɨkoʊ]IPA, oficiálně State of New Mexico, španělsky Nuevo México [ˈnweβo ˈmexiko]IPA) je stát nacházející se na jihu Spojených států amerických, v oblasti horských států v západním regionu USA. Nové Mexiko, jeden ze států Čtyř rohů, hraničí na západě s Arizonou, na severu s Coloradem, na severovýchodě s Oklahomou, na východě a jihovýchodě s Texasem a na jihozápadě s mexickými státy Chihuahua a Sonora.
Se svou rozlohou 315 194 km² je Nové Mexiko pátým největším státem USA, v počtu obyvatel (2,1 milionů) je 36. nejlidnatějším státem a s hodnotou hustoty zalidnění 7 obyvatel na km² je na 45. místě. Hlavním městem je Santa Fe se 70 tisíci obyvateli. Největšími městy jsou Albuquerque s 560 tisíci obyvateli, dále Las Cruces (100 tisíc obyv.), Rio Rancho (90 tisíc obyv.), Roswell (50 tisíc obyv.) a Farmington (50 tisíc obyv.). Nejvyšším bodem státu je vrchol Wheeler Peak s nadmořskou výškou 4013 m v pohoří Sangre de Cristo Mountains. Největšími toky jsou řeky Rio Grande, která tvoří část hranice s Texasem, a Canadian.
Do oblasti Nového Mexika se první Evropan dostal v letech 1540–1542. Region svoje jméno získal o 20 let později podle údolí Mexika. Území se roku 1598 stalo částí provincie Santa Fe de Nuevo México spadající pod místokrálovství Nové Španělsko, tehdy také vznikla první evropská osada v regionu. Od roku 1821 byla tato provincie součástí nezávislého Mexika, které ji na základě výsledku mexicko-americké války postoupilo v roce 1848 Spojeným státům. O dva roky později bylo na části jejího území zřízeno novomexické teritorium, které existovalo do roku 1912. Nové Mexiko se 6. ledna 1912 stalo 47. státem USA.
Nové Mexiko má nejvyšší podíl hispánského obyvatelstva ze všech států Unie, za což vděčí částečně své historii a částečně imigraci z Mexika. Země oficiálně nemá úřední jazyk, fakticky jsou všechny významné dokumenty publikovány ve dvou nejpoužívanějších: angličtině a španělštině. Nové Mexiko má také třetí nejvyšší podíl indiánského obyvatelstva mezi státy Unie (po Aljašce a Oklahomě) a v absolutním počtu indiánských obyvatel je pak na čtvrtém místě (více indiánů žije jen v Kalifornii, Oklahomě a Arizoně). Většina novomexických indiánů náleží k Navahům a pueblovým indiánům, navažština je třetím nejpoužívanějším jazykem. Nejsilnější vyznání představují katolíci.
Podnebí je dosti suché, velkou část státu pokrývají pouště. Zejména na severu ale existují rozsáhlá zalesněná pohoří. Obyvatelstvo je koncentrováno především do několika velkých měst, jinak je osídlení velmi řídké lokálně i celkově. Pro celé Spojené státy má velký význam především těžba ropy a zemního plynu a také vojenské využití novomexického území – nacházejí se zde velké letecké základny a rozsáhlá pokusná a testovací zařízení. Právě na území Nového Mexika byla pokusně odpálena první jaderná zbraň.

## Historie

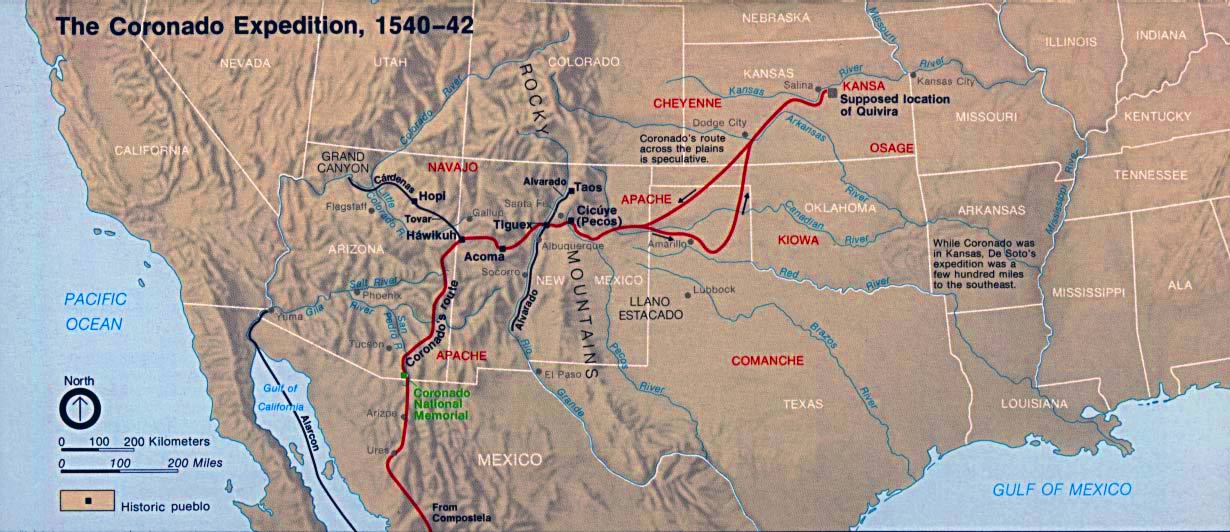
Coronadova expedice

Prvními lidmi, kteří osídlili území Nového Mexika, byli paleoindiáni - lovci a sběrači kultury Clovis, jejich příchod se dle archeologických nálezů datuje někdy okolo roku 10 tisíc př. n. l. Po ní následovala zemědělská kultura Mogollon a poté pravěcí puebloví indiáni, předkové moderních pueblových indiánů, které zde i s jejich charakteristickými puebly v 16. století objevili první evropští návštěvníci.
Prvním Evropanem, který prošel území Nového Mexika, byl španělský conquistador Coronado, který zde v letech 1540–1542 hledal bájných Sedm měst. Jméno Nové Mexiko (Nuevo México) pro tuto oblast poprvé použil ve své zprávě o průzkumu těchto oblastí z roku 1563 Francisco de Ibarra. V roce 1598 zde Španělsko ustavilo provincii Nové Mexiko, kterážto spadala pod místokrálovství Nové Španělsko.

### Provincie Nové Mexiko

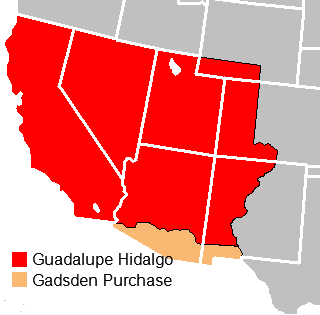
Území postoupená Mexikem USA v rámci smlouvy z Guadelupe Hidalgo (1848) a Gadsdenovou koupí (1853)

Prvním guvernérem provincie se stal Juan de Oñate, který ještě v rok svého jmenování založil na Rio Grande poblíž puebla Ohkay Owingeh první stálé bělošské osídlení na území Nového Mexika (a amerického Západu vůbec), San Juan de los Caballeros, a zahájil práce na novém úseku Královské vnitrozemské cesty, spojujícím jeho kolonii se Santa Barbarou. Roku 1600 žilo na území provincie asi 700 Španělů a 80 tisíc indiánů, v následujících letech ale nemoci indiánskou populaci silně zredukovaly.
Někdy okolo roku 1608 začalo vznikat bělošské osídlení při úpatí pohoří Sangre de Cristo, v oblasti dnešního Santa Fe. Oficiálně založeno a prohlášeno hlavním městem provincie bylo La Villa Real de la Santa Fé de San Francisco de Asís v roce 1610. V roce 1680 žilo na území provincie asi 1470 Španělů a 17 tisíc indiánů.
Španělé ztratili kontrolu nad hlavním městem i drtivou většinou území provincie v roce 1680, když vypuklo Popého povstání, během kterého většina bělošských obyvatel uprchla nebo byla povražděna. V průběhu povstání se indiánům dostali do rukou ve větším počtu španělští koně, kteří pak jimi začali být hodně využíváni při lovu i v boji a rychle se rozšířili i do oblastí, s nimiž běloši doposud nepřišli do styku.
V roce 1692 většinu provincie i hlavní město prakticky bez boje znovu obsadil Diego de Vargas, který následně zpacifikoval i některé vzdorující okrajové oblasti a puebla. Španělé nově oficiálně garantovali indiánům řadu práv, mimo jiné právo na půdu a právo obracet se na soudy a přislíbili více respektovat jejich kulturu. Běloši se začali vracet, v roce 1706 bylo založeno Albuquerque. Zatímco bělošská populace rychle rostla, indiánská naopak v důsledku nemocí dále klesala a na konci 18. století už běloši tvořili výrazně většinovou část obyvatelstva.
V roce 1821 se Nové Mexiko stalo součástí Mexika, které se v Mexické válce za nezávislost zbavilo španělské nadvlády. Situace v něm byla značně složitá: mexická vláda byla slabá a v některých částech provincie situace často hraničila s bezvládím. Území severně a východně od Rio Grande si po odtržení od Mexika nárokovala Republika Texas, která ovšem nebyla schopna své požadavky reálně uplatnit, přestože se o to pokoušela.
Situace se radikálně změnila poté, co Texas v roce 1845 na jeho žádost anektovaly Spojené státy americké. USA na rozdíl od Mexika disponovaly dostatečnou silou a oblast už do značné míry ekonomicky ovládaly, v roce 1846 proto Texasem nárokované území zabraly. Americko-mexická válka, k níž spory mezi Mexikem a USA o Texas a jeho hranice vedl, se vyvíjela velice jednostranně a proto skončila v roce 1848 smlouvou z Guadalupe Hidalgo, v níž Mexiko postoupilo Spojeným státům další rozsáhlá území (Alta California a zbytek Santa Fe de Nuevo México, včetně západní části Nového Mexika.
9. září 1850 vzniklo teritorium Nové Mexiko, které v původním rozsahu zahrnovalo drtivou většinu území současných států Nové Mexiko a Arizona a části současných států Nevada a Colorado. Jeho vzniku předcházel tzv. kompromis roku 1850, v rámci kterého Texas za 10 milionů dolarů omezil své územní požadavky, takže teritoriu mohla připadnout i část území východně od Rio Grande, kterou USA zabraly v roce 1846.

### Teritorium Nové Mexiko

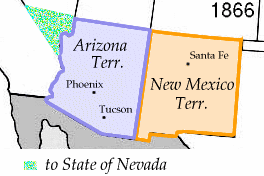
Hlavní parcelace teritoria Nové Mexiko v letech 1863–1866. Zelené území bylo v letech 1863–1866 součástí teritoria Arizona a poté připadlo teritoriu Nevada

Maximálního územního rozsahu teritorium dosáhlo v roce 1855, kdy se jeho území rozšířilo o oblasti získané od Mexika Gadsdenovou koupí z roku 1853. Velké zeštíhlení teritoria přišlo v letech 1861–1863: v roce 1861 připadla část jeho severního území Coloradu, v roce 1863 z něj bylo vyděleno teritorium Arizona.
Za Americké občanské války se na území teritoria krátce bojovalo: konfederační síly přechodně ovládly jeho jižní oblasti, ale v průběhu roku 1862 z něj byly vytlačeny. V roce 1875 byla ustavena římskokatolická arcidiecéze Santa Fe a na přelomu 70. a 80. let vznikla železniční síť spojující Santa Fe s okolními státy.
V téže době též docházelo k velkým třenicím mezi rančery a obchodníky, jejichž vrcholem je tzv. válka v Lincolnském okresu, a vrcholily ozbrojené střety mezi bílými osadníky a indiány, především Navahy a Apači. Navahové byli zpacifikováni v průběhu 60. let, poslední významný odpor Apačů skončil kapitulací Geronima v roce 1886.
6. ledna 1912 se Nové Mexiko stalo 47. státem Unie.

### Stát Nové Mexiko

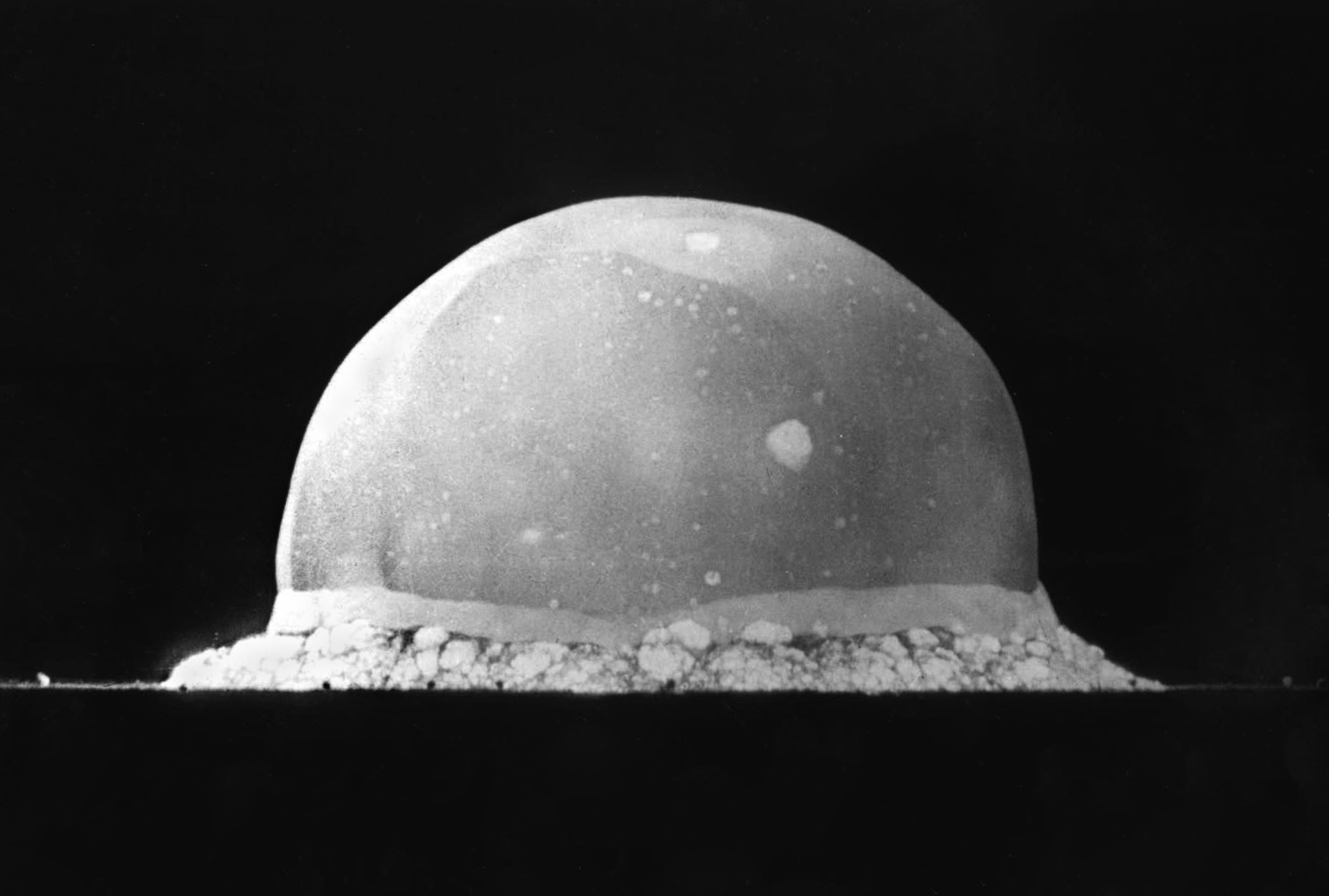
První pokusný jaderný výbuch, 16 milisekund po explozi

Během druhé světové války vznikla v Novém Mexiku Národní laboratoř Los Alamos, v níž byla vyvíjena jaderná zbraň, a White Sands Missile Range, v němž 16. července 1945 proběhl první pokusný jaderný výbuch – test Trinity.
V druhé polovině 20. století byly v Novém Mexiku vybudována další rozsáhlá vojenská zařízení, především letecké základny a zkušební a výzkumná zařízení pro letecké a raketové zbraňové systémy.
V roce 2009 Nové Mexiko zrušilo trest smrti.

## Geografie

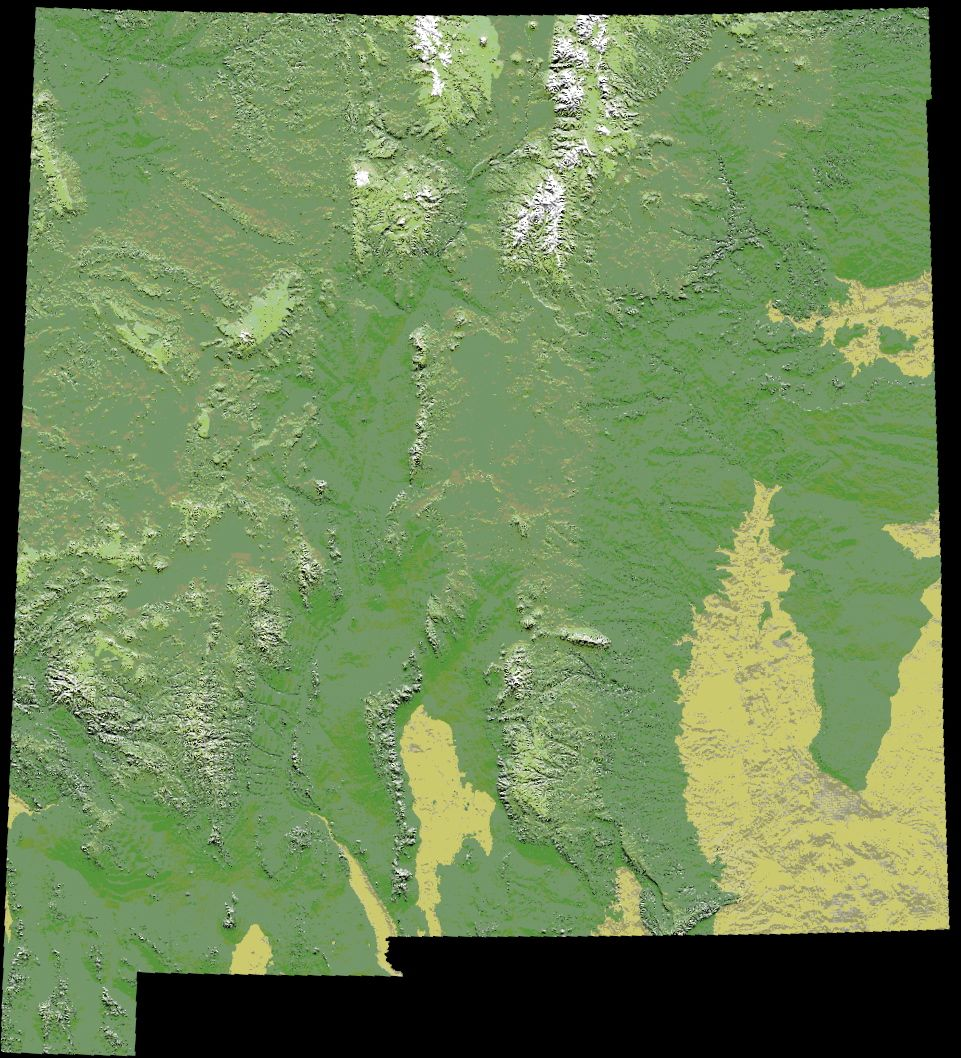
Povrch Nového Mexika

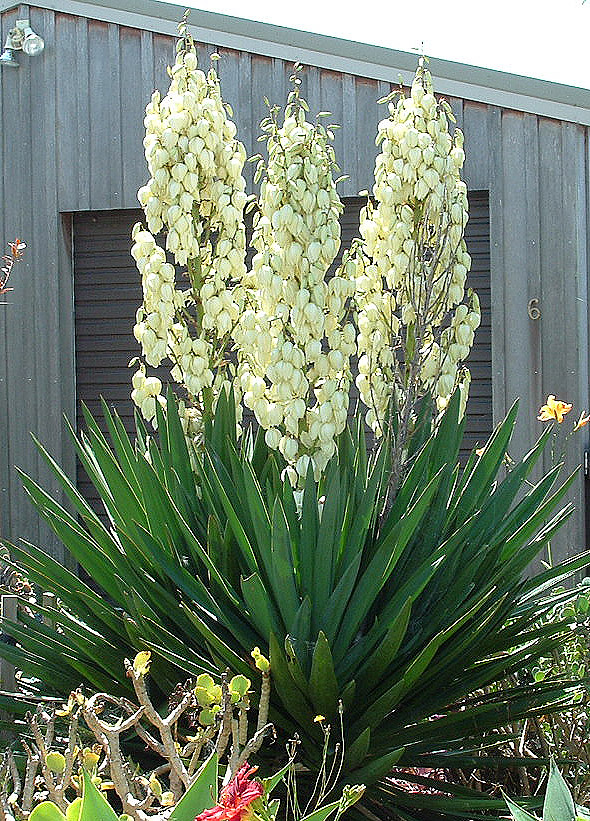
Juka vláknitá (Yucca filamentosa), národní květina Nového Mexika

Území Nového Mexika má zhruba čtvercový tvar a rozlohu 315 194 km², hranice jsou velmi rovné, převážně vytyčené podle poledníků a rovnoběžek. Nejméně rovnou jižní hranu čtverce tvoří na západě hranice s Mexikem, na východě s Texasem, východní hrana čtverce je s výjimkou krátkého úseku na severu, kde Nové Mexiko sousedí s Oklahomou, tvořena taktéž hranicí s Texasem. Severní hrana čtverce je tvořena 37. rovnoběžkou, po níž vede hranice se státem Colorado, na severozápadním rohu čtverce se ve Čtyř rozích scházejí v jediném bodě hranice států Colorado, Nové Mexiko, Arizona a Utah. Západní hranu čtverce tvoří hranice s Arizonou, která vede podél 109° 3' západní délky.
Krajině Nového Mexika dominují jednak rozsáhlé pouště a polopouště načervenalé barvy s občasnými stolovými horami, jednak mohutná hustě zalesněná pohoří s bezlesými a zasněženými vrcholy. Druhý případ reprezentuje především pohoří Sangre de Cristo Mountains, které se nachází na severu země a představuje nejjižnější část Skalnatých hor. Nejdůležitější řekami jsou Rio Grande, která protéká celým státem od severu k jihu, Rio Pecos, která se do ní vlévá v Texasu, řeka Canadian, která se v Oklahomě vlévá do řeky Arkansas, a dva velké přítoky řeky Colorado: Gila a San Juan.
Z hlediska ochrany přírody je velice ceněna především novomexická pouštní flóra a fauna, dále též horské lesy a některá archeologická a paleontologická naleziště. Federální vláda zde vyhlásila osm národních lesů (National Forrest), pod Správu národních parků (National Park Service) spadá šestnáct národních parků a památníků. Mezi nejznámější patří White Sands National Monument s unikátní faunou a flórou bílých dun, Carlsbad Caverns National Park s vápencovými jeskyněmi a s největší kolonií netopýrů na severoamerickém kontinentu, Gila National Forest chránící rozsáhlé lesy okolo řeky Gily a Aztec Ruins National Monument se zříceninami předkolumbovské architektury.
Národní symbolika ze světa přírody: Národní půdou Nového Mexika je penistaja, minerálem tyrkys, fosílií Coelophysis, trávou modrá tráva (Bouteloua gracilis), stromem borovice coloradská (Pinus edulis), květinou juka (Yucca), motýlem ostruháček McFarlandův (Callophrys mcfarlandi), rybou pstruh Clarkův (Oncorhynchus clarkii), obojživelníkem blatnice novomexická (Spea multiplicata), plazem bičichvost novomexický (Cnemidophorus neomexicanus), ptákem kukačka kohoutí (Geococcyx californianus) a savci medvěd baribal (Ursus americanus) a jaguár (Panthera onca).

## Ekonomika
Hrubý domácí produkt Nového Mexika činí 51 miliard dolarů, což ho řadí na 38. místo v USA. Roční příjem na obyvatele je 22 203 dolarů (to je 1 850 dolarů měsíčně). To je 48. místo v USA a jeden z nejhorších příjmů na obyvatele ve Spojených státech.
- Hlavní zemědělské produkty jsou: chov dobytka, mléko a mléčné výrobky, seno, stromky na další výsadbu (školky), paprika.
- Hlavní průmyslová produkce je: elektrická zařízení, těžba ropy, těžba uhlí, ropné produkty, zpracování potravin, těžba kamene, sklo, jílové produkty, turistika.

Ekonomika Nového Mexika je hodně vázána na federální vládu. Je zde mnoho vojenských prostorů a také nukleární laboratoř v Los Alamos. Je zde také kosmodrom u White Sands.

## Demografie

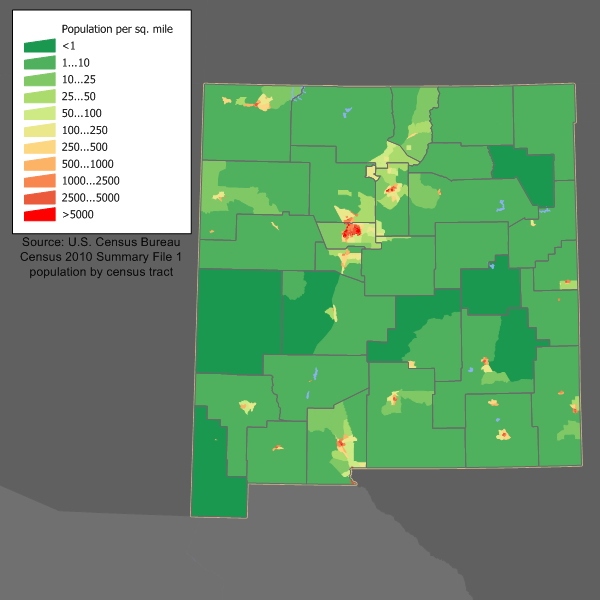
Hustota zalidnění Nového Mexika

Podle sčítání lidu z roku 2010 v Novém Mexiku žilo 2 059 179 obyvatel. Většina přírůstku obyvatel připadá na vrub Hispáncům, a to jak kvůli vysoké porodnosti, tak pro silnou migraci z Mexika.

### Rasové složení
- 68,4 % Bílí Američané (nehispánští běloši 40,5 % + běloši hispánského původu 27,9 %)
- 02,1 % Afroameričané
- 09,4 % Američtí indiáni
- 01,4 % Asijští Američané
- 00,1 % Pacifičtí ostrované
- 15,0 % Jiná rasa
- 03,7 % Dvě nebo více ras

Obyvatelé hispánského nebo latinskoamerického původu, bez ohledu na rasu, tvořili 46,3 % populace.
Nové Mexiko má největší podíl hispánského obyvatelstva ze všech států USA, který navíc poměrně rychle roste. Žije zde mnoho potomků původních španělských kolonizátorů, kteří se přistěhovali v 17. a 18. století. V jižní části státu je soustředěna hispánská populace mexického původu, která sem imigrovala v průběhu 20. a 21. století. Původní puebloví indiáni se převážně začlenili do většinové společnosti a jsou to potomci kmenů Navajo a Apache. Přítomnost těchto rozličných etnických skupin tvoří z Nového Mexika velice různorodý stát. Stát nemá formálně kodifikován úřední jazyk, fakticky jsou úředními jazyky angličtina a španělština.

### Náboženské složení
Nové Mexiko má největší podíl katolíků ze všech západních států USA. Katolická církev vytyčuje na území Nového Mexika provincii Santa Fe, sestávající ze tří diecézí: arcidiecéze Santa Fe, diecéze Gallup a diecéze Las Cruces.
- křesťané – 77 %
  - římští katolíci – 41 %
  - protestanti – 35 %
    - baptisté – 10 %
    - presbyteriáni – 4 %
    - letniční – 3%
    - jiní protestanti – 18 %

  - jiní křesťané – 1 %
    - svatí posledních dnů – 4 %, tj. mormoni
- jiná náboženství; 1 %
- bez vyznání – 19 %